# Xã Greensfork, Quận Randolph, Indiana
Xã Greensfork (tiếng Anh: Greensfork Township) là một xã thuộc quận Randolph, tiểu bang Indiana, Hoa Kỳ. Năm 2010, dân số của xã này là 1.082 người.